# The Art of Letting Go (Myles Kennedy)
The Art of Letting Go è il terzo album in studio da solista del cantante statunitense Myles Kennedy, pubblicato l'11 ottobre 2024 da Napalm Records.

## Tracce
Testi e musiche di Myles Kennedy.
1. The Art of Letting Go – 4:38
2. Say What You Will – 3:33
3. Mr. Downside – 4:17
4. Miss You When You're Gone – 4:10
5. Behind the Veil – 5:48
6. Saving Face – 4:10
7. Eternal Lullaby – 5:24
8. Nothing More to Gain – 5:04
9. Dead to Rights – 4:19
10. How the Story Ends – 4:59

## Formazione
- Myles Kennedy – voce, chitarra
- Zia Uddin – batteria, percussioni
- Tim Tournier – basso